# Stéphanie Lanoux
Pour les articles homonymes, voir Lanoux et Nataf.
Stéphanie Lanoux est une actrice française née en 1972.

## Biographie
De son vrai nom Stéphanie Nataf, elle est la sœur de Richard et d'Emmanuelle Nataf, ainsi que la fille de Victor Lanoux[réf. nécessaire]. Elle joue aux côtés de son père dans Au bout du bout du banc (1979) de Peter Kassovitz, dans Boulevard des assassins (1981). Dans Le radeau de la Méduse, elle joue la fille de Claude Jade et Philippe Laudenbach. À la télévision, elle joue de 1989 à 1995 dans le feuilleton Renseignements généraux, encore avec son père.

## Filmographie

### Cinéma
- 1979 :  Au bout du bout du banc de Peter Kassovitz : la fillette
- 1981 :  Boulevard des assassins de Boramy Tioulong : Florence
- 1998 :  Le Radeau de la Méduse d'Iradj Azimi : Mademoiselle Eliza Schmaltz  (tournage: 1987 à 1990)

### Télévision
- 1989 à 1994 : Renseignements généraux - 12 épisodes :  Stéphanie
  - Racket de Boramy Tioulong (1994)
  - Opération cyanure d'Alain-Michel Blanc  (1994)
  - Piège de Jorge Marecos Duarte  (1993)
  - Goupil voit rouge de Jean-Claude Missiaen  (1993)
  - Un mariage explosif d'Alain-Michel Blanc  (1993)
  - Bêtes et méchants de Hugues de Laugardière  (1991)
  - Le démon de midi d'Alain-Michel Blanc  (1991)
  - Simon mène l'enquête de Philippe Lefebvre  (1991)
  -  Vengeance de Claude Barma (1990)
  - Témoins en péril de Philippe Lefebvre  (1990)
  - Jeux dangereux de Philippe Lefebvre  (1990)
  - Les habitudes la victime de Claude Barma (1989)